# Rudolf Würsching
Rudolf Würsching (* Slovensko) byl slovenský fotograf.

## Životopis
Spoluzakladatel a průkopník fotografie v Banské Bystrici, kde s Karlem Strakou otevřel koncem 50. let 19. století portrétní ateliér, který pracoval pod firmou Straka a Würsching a vyhotovoval i fotografie krajiny. Z ateliéru pochází dvojice pozoruhodných panoramatických vedut Banské Bystrice, vytvořených koláží dvou snímků (1860). Snímek Pohled na Banskou Bystrici je považován za nejstarší známou fotografii města. Roku 1870 si založil v Banské Bystrici výrobnu pohlednic s motivy města a krajiny.

## Dílo
- Náměstí v Banské Bystrici
- Pohled na Banskou Bystrici (1860)